# W.A.S.P.
W.A.S.P. ist eine US-amerikanische Metal-Band aus Los Angeles, Kalifornien, die in den 1980er Jahren ihre größten Erfolge feierte. Bandgründer und treibende Kraft hinter W.A.S.P. ist seit 1982 Sänger und Gitarrist Blackie Lawless.

## Bandname

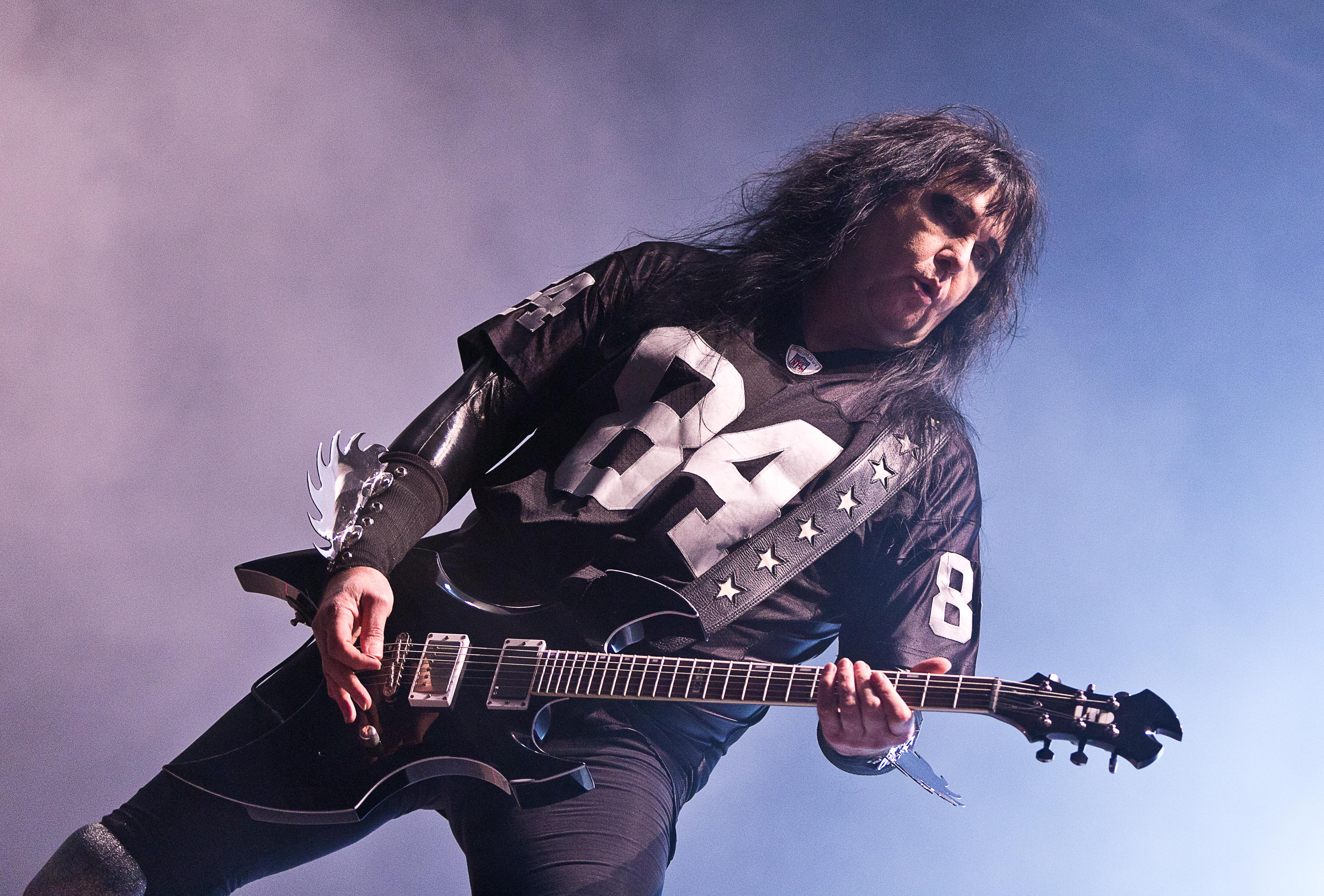
Blackie Lawless auf dem Rockharz 2015 in Ballenstedt

Über die Bedeutung der Abkürzung W.A.S.P. wird viel spekuliert. Die beiden gängigsten und gleichzeitig ältesten Deutungen sind wohl White Anglo-Saxon Protestants, was der breiten Bevölkerungsschicht in Amerika entspricht, sowie We Are Sexual Perverts. Letzteres soll von der Publicity-Maschinerie um die Band in den Anfangstagen als „wahre Bedeutung“ gestreut worden sein und wurde von Pam Howar vom unter anderem gegen W.A.S.P. vorgehenden Parents Music Resource Center als Bedeutung der Abkürzung angeführt. Christliche Organisationen meinen später, darin die Abkürzung für We Are Satan’s People zu erkennen. Spötter verhöhnen die Band nach den ersten Erfolgen als We Are Shitty Players oder We’re All Side Players. Letzteres soll auf die dominante Rolle von Blackie Lawless innerhalb des Bandgefüges anspielen.
Die Band hat sich nie konkret zur Bedeutung des Namens geäußert, Lawless entgegnet auf diese Frage in Interviews gerne mit We Ain’t Sure, Pal (‚Wir sind uns nicht sicher, Kumpel‘). W.A.S.P. ist eine der ersten Bands überhaupt, die Punkte in ihrem Bandnamen haben. In Interviews sagt Lawless, dass die Punkte dem Namen etwas Mystisches geben.
Laut dem Buch Bang Your Head: The Rise and Fall of Heavy Metal war es der erste Bassist Rik Fox, der die Idee hatte, die Band WASP zu nennen, nachdem er im Hinterhof des Bandproberaumes auf eine Wespe (engl. wasp) getreten war. Gitarrist Randy Piper bestätigte diese Aussage in verschiedenen Interviews.

## Stil
Aufgrund der spektakulären Bühnenshow der Anfangstage wurde die Band oft mit Alice Cooper oder KISS verglichen. Musikalisch galt insbesondere das Debütalbum W.A.S.P. als Mischung von Quiet Riot und Twisted Sister. Zu Zeiten ihres Debüts charakterisierte Paul A. Royd vom deutschen Metal Hammer W.A.S.P. als „Vertreter eines kompromißlosen Heavy Metals mit deutlich britischem Hardrock-Akzent“. Die riff-betonten Lieder sowie die oft zweistimmigen Gesänge waren in den Anfangstagen neben der Stimme von Blackie Lawless deutliche Erkennungsmerkmale der Band.
Nachdem sich die Band auf The Last Command und Inside the Electric Circus daran versucht hatte, die Kanten des Debüts glatt zu schleifen, gelten insbesondere die darauf folgenden Alben The Headless Children und The Crimson Idol als stilistische Weiterentwicklung, die W.A.S.P. schließlich auch den Respekt der Musikpresse einbrachte.
Neue musikalische Pfade beschritt die Band letztmals mit dem Album K.F.D. aus dem Jahr 1997. Elektronische, teils industrial-rock-lastige Elemente dominierten die streckenweise recht düsteren Lieder. Kritiker warfen der Band vor, Marilyn Manson oder Nine Inch Nails zu imitieren. Das Album blieb bis jetzt der einzige Ausflug in derartige Gefilde.

## Geschichte

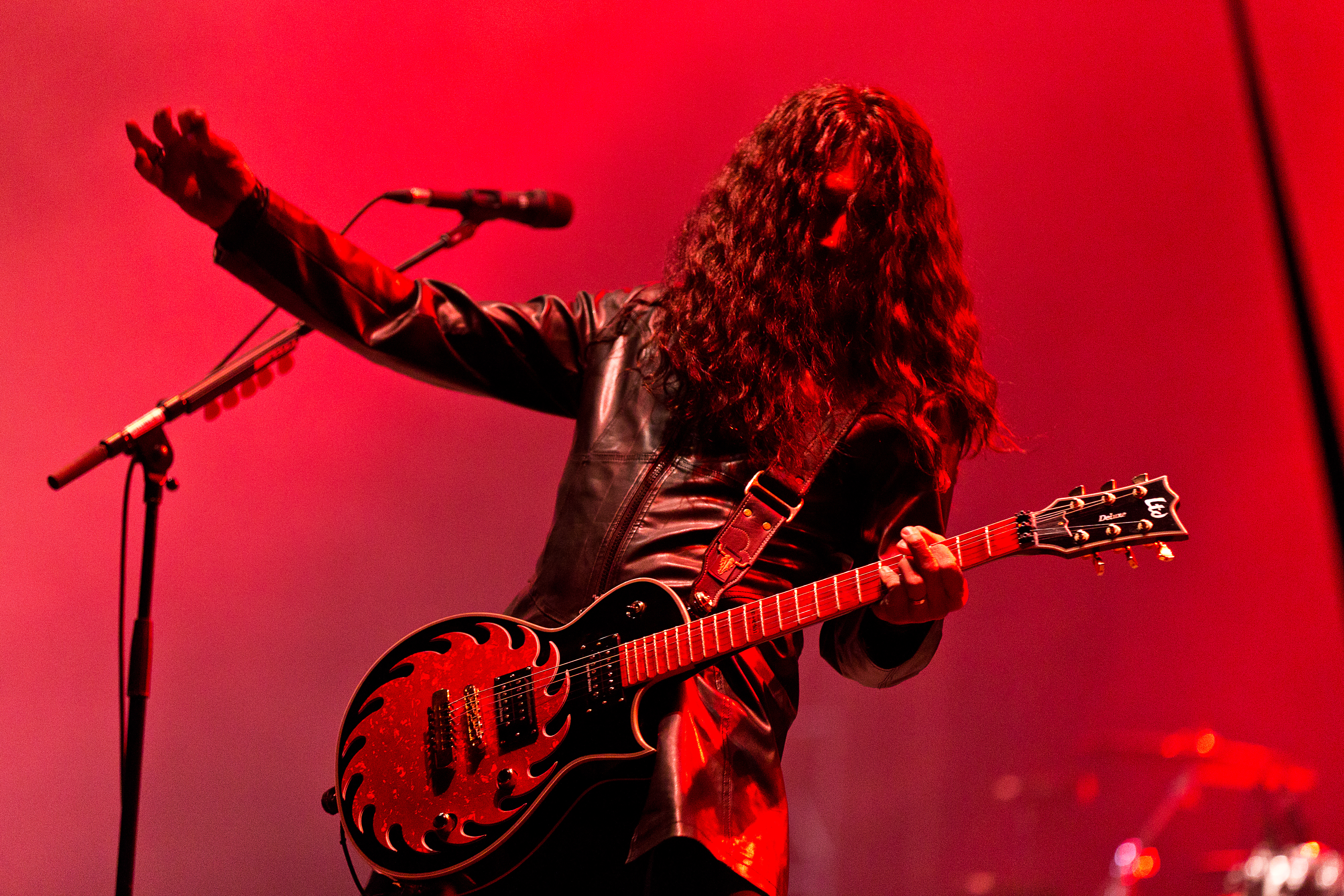
Doug Blair auf dem Rockharz 2015 in Ballenstedt

### Bandgründung und die ersten Konzerte: 1982–1983
W.A.S.P. wurden Anfang 1982 gegründet, als Blackie Lawless genug Material für eine neue Band hatte. Erste Proben mit Randy Piper (Gitarre), Rik Fox (Bass, später Steeler) und Tony Richards (Schlagzeug) liefen jedoch ins Leere und die Chemie reichte für eine Bandgründung nicht aus. Spätere Publikationen benannten diese Besetzung als die Ur-Besetzung von W.A.S.P., allerdings streitet Blackie Lawless ab, dass die Band in diesem Stadium bereits formiert war. Stattdessen wurden W.A.S.P. erst mit dem Gitarristen Chris Holmes gegründet, den Blackie von seiner Glam-Band Sister kannte. Am Bass heuerte Don Costa an, der mit dem Schlagzeuger Tony Richards zusammen bei Dante Fox spielte.
Da Chris und Don nicht gut miteinander auskamen, stellte Chris Blackie vor ein Ultimatum, dass Don oder er die Band verlassen würde. Blackie entschied sich für Chris. Zusätzlich stieg dann Randy Piper als weiterer Gitarrist ein, und Blackie übernahm vorübergehend den freien Posten als Bassist.
W.A.S.P. gaben ihr erstes Konzert Ende 1982 in einem Club namens The Woodstock in Orange County, Kalifornien, im Mai 1983 füllten sie das mit 3000 Plätzen vollbesetzte Santa Monica Civic Center. Ausverkaufte Konzerte in Clubs wie z. B. dem Troubadour folgten.
Zur Bühnenschau gehörten neben den auf dem Endzeitfilm/Roadmovie Mad Max basierenden primitiv-futuristischen Outfits der Band unter anderem rohes Fleisch (das Blackie Lawless auf der Bühne mit einer Axt zerteilte und anschließend ins Publikum warf), Ketten, Kreissägenblätter an Armen und Beinen sowie im Schritt, ein brennendes Bandlogo und eine nackte Jungfrau, die sich in einem Holzverschlag räkelte.
1983 wurde auch Rod Smallwood, Manager von Iron Maiden, bei einem Konzert auf die Band aufmerksam, deren Musik und extreme Bühnenschau ihn beeindruckten. Anfang 1984 nahm er sie für die Plattenfirma Capitol Records unter Vertrag, die der Gruppe den bestdotierten Deal unterbreitete, der bis dahin jemals für ein Debütalbum angeboten wurde. Die Band machte sich mit dem Produzenten Mike Varney an die Aufnahmen ihres ersten Albums. Bereits vor Veröffentlichung des Debüts zierten W.A.S.P. die Titelseiten von vier internationalen Heavy-Metal-Magazinen.

### Das erste Album: 1984–1985
Im Mai 1984 wurde die erste Single Animal (Fuck Like a Beast) veröffentlicht. Capitol Records weigerte sich jedoch, das Lied zu veröffentlichen, sodass die Single über die Independent-Plattenfirma Music for Nations veröffentlicht wurde. Sie avancierte binnen kürzester Zeit zur erfolgreichsten Independent-Single und wurde von der BPjS am 31. Mai 1986 aufgrund der Schallplattenhülle, auf der ein Kreissägenblatt zu sehen ist, das im Schritt des Sängers steckt, indiziert.
Das selbstbetitelte erste Album, welches in verschiedenen Auflagen auch als Winged Assassins oder I Wanna Be Somebody die Runde machte, erschien im August 1984 und erreichte Goldstatus in den USA. Im September 1984 erschien die zweite Single I Wanna Be Somebody. Im Anschluss an die Veröffentlichung starteten W.A.S.P. ihre erste Welttournee; zuvor verließ Tony Richards die Band und wurde durch Steve Riley (Ex-Keel) ersetzt. Mittlerweile war neben dem nackten Mädchen, dem Lawless symbolisch die Kehle durchschnitt, auch ein Totenschädel, aus dem Lawless Kunstblut trank, fester Bestandteil eines jeden Konzertes. Ihr Konzert im Londoner Lyceum erschien auf VHS unter dem Titel Live at the Lyceum, London. Nach der Tournee erschien als dritte Single schließlich School Daze, in Japan darüber hinaus L.O.V.E. Machine als vierte Single.

### The Last Command: 1985–1986
Im Mai 1985 begannen W.A.S.P. mit den Arbeiten für ihr zweites Album. The Last Command, von Spencer Proffer (u. a. Quiet Riot) produziert, erschien im September 1985 und erreichte ebenfalls Goldstatus in den USA. Wegen des eher polierten Klangs musste die Band allerdings vorerst Kritik seitens der Fans einstecken, doch die beiden Singles Blind in Texas (Oktober 1985) und Wild Child (Juni 1986) wurden live positiv aufgenommen. Ebenfalls auf dem Album enthalten ist eine umgetextete und umarrangierte Version des Killer-Kane-Lieds Mr. Cool, die hier den Titel Cries in the Night trägt. Auf der folgenden Tournee verzichtete die Band auf Blut und Eingeweide als Teil ihrer Bühnenschau und trat unter anderem im Vorprogramm von Kiss auf.
Um die Zeit der Veröffentlichung der Single Wild Child verließ Piper die Band, um kurzzeitig bei Alice Cooper anzuheuern, und gründete später die Band Animal. Er wurde durch den Ex-King-Kobra-Bassisten Johnny Rod ersetzt, worauf Lawless wieder die Rhythmusgitarre übernahm. Zudem begann auch der Konflikt mit dem Parents Music Resource Center (PMRC), das Lawless als „krank“ bezeichnete und dies anhand von Plattenhüllen und teilweise verfälschten Liedtexten zu belegen versuchte.

### Eine ausgebrannte Band: 1986–1988
Den Sommer 1986 verbrachte die Band in einem Studio in Los Angeles und plante eine Herbsttournee durch Europa. Die erste Single 9.5.-N.A.S.T.Y. erschien im September, im Oktober begann die Tournee, zu der auch das dritte Album Inside the Electric Circus veröffentlicht wurde. Die Platte gilt unter Fans im Vergleich zu den ersten beiden Alben als eher schwach und kann auch aus kommerzieller Sicht nicht mit den Vorgängern mithalten. Vor der Tournee durch Großbritannien flog die Band nach London, um im Town and Country Club bei der BBC2-Sendung Rock Around the Clock zu erscheinen. Das übliche Finale, in dem Lawless’ Schamkapsel explodierte und Funken versprühte, wurde als unpassend angesehen und nicht aufgenommen. Zu dieser Zeit wurden W.A.S.P.-Konzerte von Bombendrohungen begleitet und mehrmals auf Lawless geschossen.
Anstelle der Kreissägenblätter sprühten nun meterhohe Funken aus Lawless’ Schritt, und die Bühne war, dem Titel des Albums entsprechend, wie ein Zirkuszelt gestaltet. Obwohl ihre Bühnenschau mittlerweile keinerlei Blut und Gewalt mehr enthielt, unterblieben die Bomben- und Morddrohungen gegenüber der Band nicht, und auch der Streit mit dem PMRC nahm immer größere Dimensionen an. Anfang 1987 tourten W.A.S.P. mit Slayer im Vorprogramm durch die USA. Im März gingen W.A.S.P. und Anthrax als Support von Black Sabbath auf Tournee, danach traten W.A.S.P. und die deutsche Band Warlock in England auf.
Am 22. August traten W.A.S.P. darüber hinaus zum ersten Mal beim Monsters-of-Rock-Festival in Castle Donington auf, dessen Headliner die Band Bon Jovi war. W.A.S.P. kündigten im Vorfeld eine Rückkehr zur alten, blutigen Bühnenshow an, mussten ihren Auftritt aber wegen entsprechenden Auflagen seitens des Managements von Bon Jovi einschränken. Die Band zerstörte als Reaktion darauf am Ende ihrer Show das Bühnenequipment. Eine Woche vor dem Festival erschien die Single Scream Until You Like It, die gleichzeitig Titelmusik des Teenager-Horrorfilms Ghoulies II ist. Dieser folgte das erste Live-Album der Band, das den Titel Live … in the RAW trägt und neben der Ghoulies-Single zwei weitere neue Lieder enthält. Parallel dazu kam das Homevideo Videos … in the RAW auf den Markt. Eine sechswöchige US-Tour wurde durch den Einfluss des PMRC vereitelt. Eine weitere Single (I Don’t Need No Doctor) erschien, bevor W.A.S.P. eine Pause aufgrund der Belastung durch den Album-Tour-Rhythmus bekannt gaben.
Im Februar 1988 veröffentlichte Music for Nations Live Animal (F**k Like a Beast), eine Live-Version von Animal (F**k Like a Beast); das Cover, auf dem ein zähnefletschender Dobermann eine leicht bekleidete Frau bedroht, sorgte erneut für Kontroversen. Gegen Ende 1988 beendete die Band die Arbeit an ihrem vierten Studioalbum The Headless Children in den Baby O Studios in L. A. Da Riley die Band kurz zuvor verlassen hatte und kurz darauf bei den L.A. Guns anheuerte, wurde das Album mit Frankie Banali von Quiet Riot eingespielt, und die Keyboard-Passagen auf dem Album wurden von Ken Hensley (Uriah Heep) eingespielt.

### Neue Wege: 1989–1991
Im Februar 1989 erschien mit Mean Man ein urtypisches W.A.S.P.-Lied, dessen Single in die britischen Top 30 einstieg. Das im April 1989 erschienene Album The Headless Children war aber alles andere als typisch für die Band. Die Lieder sind um einiges anspruchsvoller und progressiver, außerdem kokettierte die Band nicht mehr mit Blut, Feuer und Effekten, sondern setzte auf sozialkritische Themen. Fachpresse und Fans waren gleichermaßen begeistert. Wegen des Fehlens eines passenden Schlagzeugers wurde die geplante Tournee verschoben, bis Banali seine Tournee mit Quiet Riot beendet hatte und die Band unterstützen konnte. Die Tournee durch Großbritannien mit Zed Yago im Vorprogramm wurde Ende Mai 1989 abgeschlossen; in diesem Monat erschien auch die zweite Single, das The-Who-Cover The Real Me.
Das Cover des Albums war vom britischen Designer John Kosh gestaltet und der 1942 entstandenen Zeichnung „Gateway to Stalingrad“ des Pulitzer-Preisträgers Daniel R. Fitzpatrick nachempfunden worden. Es zeigte einen Totenschädel, aus dem eine lange Reihe bekannter Diktatoren, Verbrecher, Kriegstreiber und Ideologen wie Joseph Stalin, Adolf Hitler, Heinrich Himmler, Benito Mussolini, Charles Manson, Jim Jones, Idi Amin, Pol Pot, Al Capone sowie Mitglieder des Ku Klux Klan auf den Betrachter zuzukommen schienen. Im Vordergrund des Bildes war Jack Ruby bei seinem Angriff auf Lee Harvey Oswald zu sehen. Der auf der US-Version der Plattenhülle ebenfalls abgebildete Ajatollah Ruhollah Chomeini wurde auf den europäischen Ausgaben des Albums durch Grigori Jefimowitsch Rasputin ersetzt.
Die dritte Single Forever Free erreichte in den britischen Single-Charts Platz 25; allerdings verließ Chris Holmes die Band. Holmes, der kurz vorher die Rock-Sängerin Lita Ford geheiratet hatte, gründete eine neue Band namens Psycho Squad; Lawless kündigte eine Rockoper namens The Crimson Idol an.

### Die Wiedergeburt und das Ende der Band: 1992–1994
Im März 1992 erschien Chainsaw Charlie, die erste Single seit drei Jahren, im Juni folgte das Album The Crimson Idol, das in Kennerkreisen als die Krönung des lawlessschen Schaffens gilt. Das Konzeptalbum genießt sowohl in der Fachpresse als auch bei den Fans einen hervorragenden Ruf. Lawless nahm das Album in seinen Fort Apache Studios auf. Banali verließ die Band während der Aufnahmen und wurde durch Stet Howland (Ex-Impellitteri) ersetzt. Johnny Rod wirkte nicht mit, wurde aber für die Tournee erneut rekrutiert. Gitarrist Bob Kulick (Ex-Meat Loaf) hingegen wirkte nur im Studio mit.
Im August 1992 trat die Band zum zweiten Mal beim Monsters-of-Rock-Festival in Donington auf, dessen Headliner die Band Iron Maiden war. Ein Mitschnitt des Donington-Auftritts findet sich auf der dritten Single I Am One. Im Oktober 1993 erschienen die Single Sunset and Babylon und das Best-of-Album First Blood … Last Cuts …. Um diese Zeit gab Lawless auch die Auflösung der Band und den Anfang einer geplanten Solokarriere bekannt. Parallel erschien die VHS-Zusammenstellung First Blood … Last Visions ….

### Auf Solopfaden unter dem alten Banner: 1995–1996
Nach dem Abschluss eines Vertrags mit Castle Records erschien im Juni 1995 das Album Still Not Black Enough unter dem Namen W.A.S.P. Lawless erklärte, dass er W.A.S.P. eigentlich hinter sich lassen wollte, einige Lieder jedoch im klassischen W.A.S.P.-Stil gehalten waren und es ihm deshalb natürlich erschien, es als W.A.S.P.-Album zu bezeichnen. Wie schon auf dem Vorgänger arbeitete Lawless im Studio mit Bob Kulick (Gitarre) und Stet Howland (Schlagzeug) zusammen. Musikalisch erinnert Still Not Black Enough stark an den Vorgänger The Crimson Idol, weshalb es bis heute in dessen Schatten steht. Textlich gab Lawless erstmals viel Persönliches von sich preis, was sich besonders in den Balladen Breathe und Keep Holding On sowie in I Can’t widerspiegelt. Zudem wurde die Doppel-Single Black Forever/Goodbye America veröffentlicht, die unter anderem als B-Seiten zwei AC/DC-Coverversionen (Long Way to the Top und Whole Lotta Rosie) enthält.
Weil sich Lawless beim Sport das Handgelenk brach (im Video zu Black Forever trägt er deshalb eine schwarze Gipsschiene), gab es keine Tournee zu diesem Album. Dass im Hintergrund bereits die Vorbereitungen einer Wiedervereinigung liefen, wurde vor der Öffentlichkeit geheim gehalten. Ende 1996 wurde das Geheimnis gelüftet: Chris Holmes (Gitarre) war wieder in der Band und W.A.S.P. arbeiteten an einem Comeback-Album.

### Die Wiedervereinigung: 1997–2001

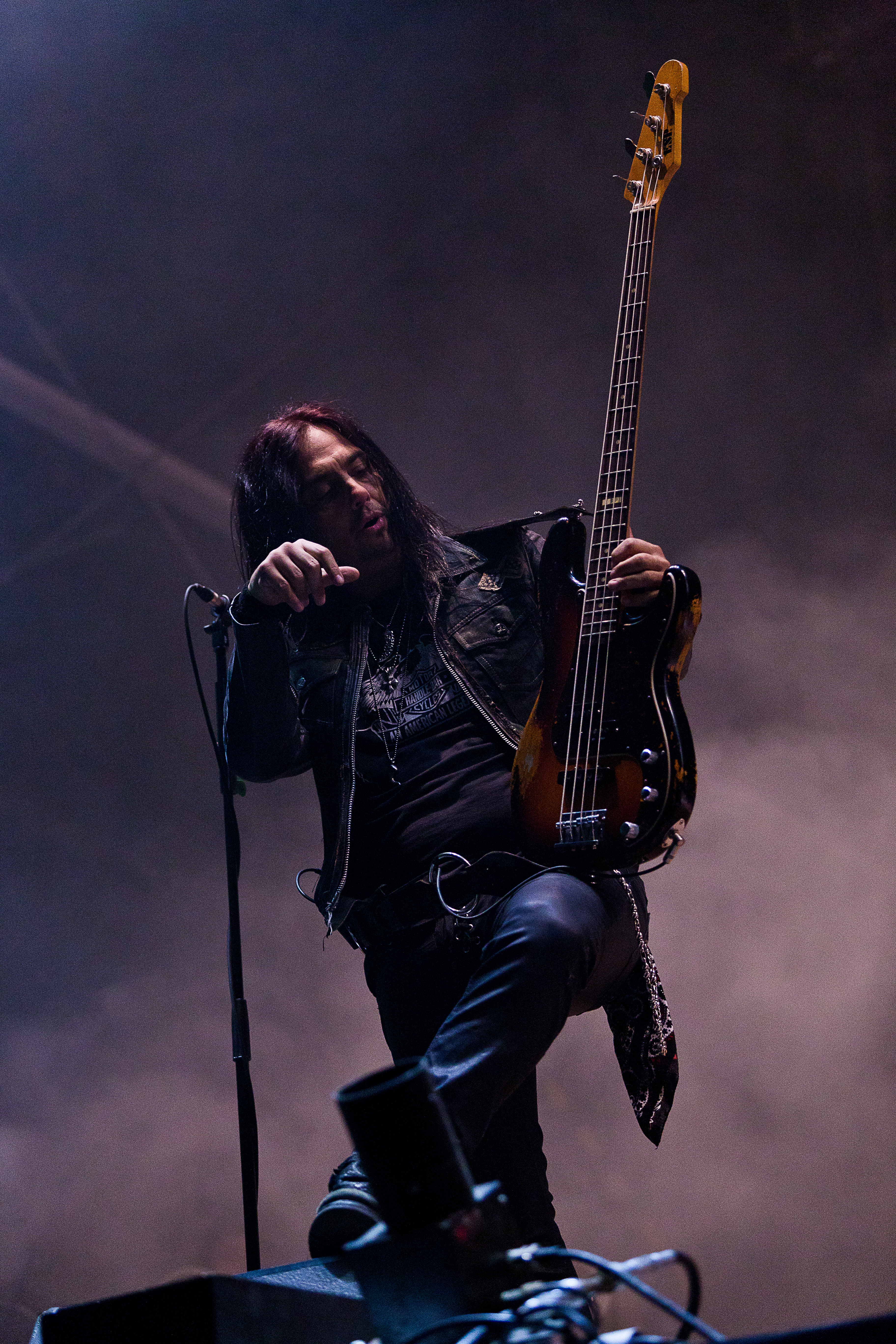
Mike Duda auf dem Rockharz 2015 in Ballenstedt

W.A.S.P. veröffentlichten im März 1997 das Album Kill Fuck Die über Raw Power und einen Monat später eine gleichnamige Single. Obwohl die Lieder W.A.S.P.-typisch klingen, weist das Album durch die moderne und düstere Produktion eine industrial-rock-lastige Schlagseite auf, die vor allem im traditionell orientierten Europa auf wenig Gegenliebe stieß. Mit dem Album kehrte Chris Holmes als Gitarrist zurück, neben Lawless und ihm gehörten nun Stet Howland (Schlagzeug) und Mike Duda (Bass) zur Band. Zu den Bühnenauftritten gehörten die Vergewaltigung einer Nonne und die Schlachtung eines Schweins. In Mailand wurde die Band deswegen von der Polizei verhaftet, die das Schwein für echt hielt.
Die Band unterschrieb bei CMC International Records, Lawless gewann einen Rechtsstreit gegen seine alte Plattenfirma Capitol Records und erhielt alle Rechte an den ersten fünf Alben zurück. Ab 1998 erschienen W.A.S.P., The Last Command, Inside the Electric Circus, Live … in the RAW, The Headless Children und The Crimson Idol als neu gemasterte CDs, mit Single-B-Seiten und Live-Aufnahmen als Bonustiteln, erstmals allen Texten und Liner Notes von Blackie Lawless. Erstmals erschien somit auch das W.A.S.P.-Debüt in seiner ursprünglich geplanten Form mit Animal (F**k Like a Beast) als Opener.
Im Februar 1998 veröffentlichten W.A.S.P. in Großbritannien ein neues Live-Album namens Double Live Assassins, welches Aufnahmen ihrer Welttournee vom Vorjahr enthält; in den USA erschien das Album im Juni 1998. Die Band ging mit Iron Maiden auf Tournee, wegen auftretender Probleme brach sie diese jedoch ab.
Im Januar 1999 wurde das Album Helldorado angekündigt, das im Mai 1999 erschien und in Deutschland Platz 59 der Media-Control-Charts erreichte. Dem Album folgte eine Europatournee; nach dieser musste eine geplante US-Tournee wegen einer Ellbogenverletzung Lawless’ verschoben werden.
Im Februar 2000 ging die Band auf eine US-Tournee und veröffentlichte einen Monat später ein neues Greatest-Hits-Album namens The Best of the Best Vol. 1, das zwei neue Lieder enthält: das Elton-John-Cover Saturday Nights Alright for Fighting und den neuen W.A.S.P.-Titel Unreal. Das Konzert vom 22. April 2000 im Key Club in Los Angeles wurde ins Internet übertragen und später als Live-CD und -DVD unter dem Titel The Sting veröffentlicht. Lawless distanziert sich in Interviews von der Veröffentlichung.
Am 9. April 2001 erschien Unholy Terror, welches wieder ernstere Themen behandelt als der Vorgänger. Hier thematisiert Lawless unter anderem religiösen Fanatismus. Fünf Monate nach der Veröffentlichung erfolgten die Terroranschläge am 11. September 2001.

### Erneute Besetzungswechsel: 2001–2003
Allerdings verließ Chris Holmes die Band nach den Aufnahmen und wurde für einige Festivals durch Doug Blair ersetzt, bevor mit dem Ex-Tuff-Gitarristen Darrell Roberts ein neues festes Mitglied bekannt gegeben wurde. Auch die Position des Schlagzeugers wechselte: Frankie Banali kehrte zur Band zurück und ersetzte Stet Howland.
Im Juni 2002 erschien mit Dying for the World ein weiteres W.A.S.P.-Album, das wie auch schon Unholy Terror musikalisch The Headless Children und The Crimson Idol ähnelt. Da Lawless parallel an einem neuen Konzeptalbum arbeitete, wurde die bereits gebuchte Amerikatournee kurzfristig abgesagt.

### The Neon God– Part 1 und 2: 2004–2006

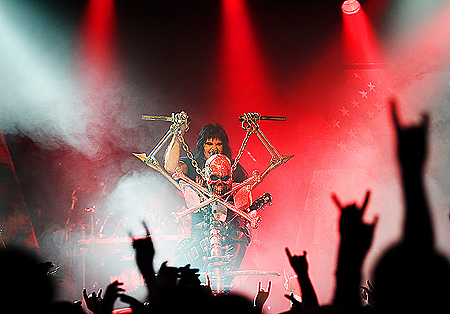
W.A.S.P. in Norwegen, 2006

Im April 2004 erschien The Neon God – Part 1: The Rise, Teil 1 der neuen Rockoper von W.A.S.P. Musikalisch verfolgte die Platte wieder einmal den Stil von The Headless Children und The Crimson Idol, obwohl Lawless mit Liedern wie Red Room of the Rising Sun durchaus ungewohnte psychedelische Töne anklingen ließ. Auch ist The Neon God ähnlich konzeptioniert wie The Crimson Idol, wobei die Geschichte um einiges detaillierter ausgefallen ist.
Neben Lawless, Mike Duda (Bass) und Darrell Roberts (Gitarre) arbeitete hier einmal mehr Frankie Banali (Schlagzeug) an den Aufnahmen mit. Banali verließ die Band allerdings, nachdem es Streitigkeiten über Credits der Schallplatte gegeben hatte. Auf der folgenden Tour durch Europa und Amerika saß wieder Stet Howland am Schlagzeug. Erneut machten Berichte über abgesagte Konzerte und zu kurze Spielzeiten die Runde. W.A.S.P. traten unter anderem beim Gods-of-Metal-Festival in Italien und dem Sweden Rock in Schweden auf.
Ende September 2004 erscheint Teil 2 der Rockoper, The Neon God – Part 2: The Demise. Nach der Veröffentlichung gingen W.A.S.P. erneut auf Welttournee, die sie unter anderem nach Europa, Amerika (American Metal Blast 2005 Tour als Headliner mit L.A. Guns, Stephen Pearcy und Metal Church als Support) und Südamerika führte. Ab Februar 2006 kam es erneut zu Besetzungswechseln, als Stet Howland seinen Ausstieg bekannt gab. Die im selben Monat startende US-Tournee wurde mit dem Yngwie-Malmsteen-Schlagzeuger Patrick Johansson absolviert. Im April bestätigte die Band erst mit Larry Howe (Ex-Vicious Rumors) einen neuen Schlagzeuger, bevor im Mai Ex-Eric-Sardinas-Drummer Mike Dupke als neues festes Mitglied präsentiert wurde. Ebenfalls im April verließ Gitarrist Darrell Roberts W.A.S.P., um sich seiner Solokarriere zu widmen. Für ihn wurde erst der ehemalige Stephen-Pearcy-Gitarrist Mark Zavon als Nachfolger präsentiert, bevor man sich umentschied und Doug Blair in die Band zurückholte. Im Sommer spielte die Band an einigen Festivals in Europa, im Herbst folgte eine vollständige Tournee.

### DominatorundBabylon: 2007–2012
Nach 2006 waren W.A.S.P. kommerziell nicht mehr so erfolgreich wie in den 1980er Jahren, konnten sich aber auf eine treue Fan-Basis v. a. in Europa verlassen.
Das 13. Studioalbum trug den Titel Dominator und erschien in Deutschland am 27. April 2007. Höhepunkt des Albums und auch des Öfteren aktuell auch noch live zu hören ist der Song Heaven’s Hung in Black. In Europa wurde das Album mit einer Tour beworben. 2007 gingen W.A.S.P. anlässlich des 15-jährigen Erscheinens des Albums The Crimson Idol auf Anniversary-Tour. Hier spielte die Band das komplette Album, welches mit Videos und einem eigens dafür produzierten Film hinterlegt wurde. Einige Best-of-Songs komplettierten die Setlist.
Am 16. Oktober 2009 wurde das Album Babylon in Deutschland veröffentlicht und 2010 mit der Return To Babylon-Tour beworben. In diesem und dem darauffolgenden Jahr spielte die Band einige Sommer-Festivals in Europa.
2012 wurde anlässlich des 30-jährigen Bandjubiläums eine weitere Tour abgehalten, die 30 Years Of Thunder Tour. Im Vorfeld wurde sie als die beste W.A.S.P. Tour aller Zeiten beworben – mit Pyro-Effekten u. v. m. Hier wurden die Fans allerdings bitter enttäuscht, da keinerlei Effekte gezeigt wurden.

### Golgotha2015

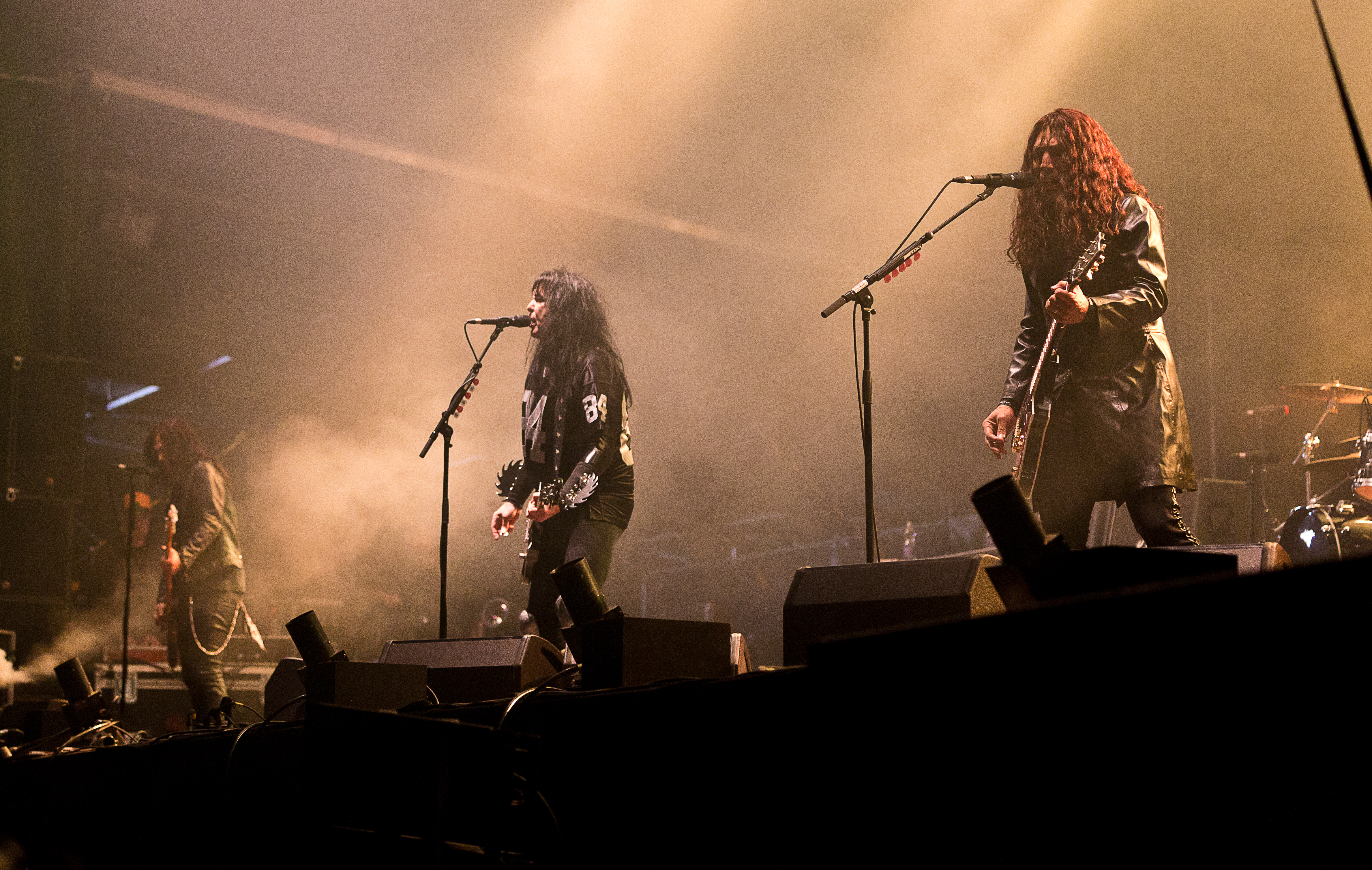
W.A.S.P., 2015

Sechs Jahre nach ihrem letzten Album Babylon soll im August 2015 das neue Werk mit dem Namen Golgotha erscheinen. Im Vorfeld gaben W.A.S.P. bekannt, dass sie zum österreichischen Label Napalm Records gewechselt sind. Im Sommer werden einige Festivals bespielt, u. a. in Deutschland das Bang Your Head sowie das Rockharz.
Den Status der Band unterstreichen Coverversionen ihrer Lieder von Bands wie Abattoir, Catamenia, Children of Bodom, Fozzy, Hellsongs, Lullacry, Nightwish, Nocturnal Breed, Sentenced, Seven Witches, Susperia, Tiamat oder Witchery sowie insgesamt drei Tribute-Alben.

### 25 Jahre später
2017 nahm die Band ein Remake von The Crimson Idol auf, das 25 Jahre zuvor veröffentlicht worden war. Mittlerweile galt das Album als Klassiker und als Karriere-Highlight der Band. Das so entstandene Album enthielt vier zusätzliche Lieder und war zusammen mit einer DVD bzw. Blu-ray Disc erhältlich, auf der sich ein Film befand, der die Geschichte des Jonathan Steel visualisierte. Die Arbeiten an diesem Film waren 1992 begonnen worden und obwohl mehr als 100 Stunden Material gedreht worden waren, war er nie fertiggestellt worden. Lawless ließ den Film zum Jubiläum des Albums fertigstellen. Die Produktionskosten betrugen 500.000 US-Dollar (ungefähr 449.000 Euro), die Arbeitszeit betrug 1,5 Jahre. Das Album, das den Titel Reidolized (The Soundtrack to The Crimson Idol) bekam, wurde am 2. Februar 2018 auf CD und Schallplatte veröffentlicht.

## Trivia
- Lawless entdeckte Chris Holmes angeblich in der amerikanischen Pornozeitschrift Hustler.[1] Holmes soll nackt nur mit einer Gitarre behangen in der Leserrubrik Beaver Hunt posiert haben. Da ein entsprechendes Bild aber nie aufgetaucht ist, kann man davon ausgehen, dass dies nur als Witz gemeint war.
- Kiss-Gitarrist Ace Frehley, der zusammen mit Lawless in Staten Island aufwuchs,[1] produzierte die ersten Demos der Band.
- Animal (F**k Like A Beast) sollte ursprünglich als erstes Lied auf dem Debütalbum stehen. Da sich Capitol Records aber weigerte, das Lied zu veröffentlichen, konnte die Band ihrem Wunsch erst auf der Wiederveröffentlichung von 1998 nachkommen.
- Die Band war 1984 in dem B-Horror-Streifen Herrscher der Hölle zu sehen, wo sie ihr Lied Tormentor spielt. Blackie Lawless tauchte im selben Jahr in einer Kinowerbung für den Kultfilm This Is Spinal Tap auf. Der Trailer ist auch auf der im Jahr 2000 erschienenen DVD zu sehen.
- Auf der 1987er-USA-Tournee mit Slayer im Vorprogramm ließen diese keine Gelegenheit aus, um W.A.S.P. in der Presse schlecht zu machen. Unter anderem nahmen Slayer für sich in Anspruch, den Großteil der Tickets abzusetzen.
- The Headless Children gilt als das teuerste Album in der Geschichte der Band; die Produktion soll über eine halbe Million US-Dollar gekostet haben.
- Mean Man vom Album The Headless Children ist ein Tribut an den damaligen W.A.S.P.-Gitarristen Chris Holmes.
- Als Engineer ist bei The Crimson Idol der spätere Nu-Metal-Starproduzent Ross Robinson mit dabei. Während W.A.S.P.s Aufnahmepausen nutzte Robinson das Lawless gehörende Studio für Aufnahmen mit Korn und Fear Factory, die zu der Zeit beide noch ohne Plattenvertrag waren.
- Hartnäckig halten sich Gerüchte, dass die Band zur Veröffentlichung von K.F.D. zusammen mit Marilyn Manson an einem Remake ihres Bandklassikers Animal (F**k Like a Beast) gearbeitet habe. Ein Ergebnis dieser angeblichen Kollaboration wurde allerdings nie veröffentlicht.
- Chris Holmes distanzierte sich in Interviews nach seinem zweiten Ausstieg vom Album Unholy Terror. Er habe bereits auf diesem Album keinen einzigen Ton mehr gespielt.

## Diskografie

### Studioalben
| Jahr | Titel                                           | Höchstplatzierung, Gesamtwochen, AuszeichnungChartplatzierungen (Jahr, Titel, Platzierungen, Wochen, Auszeichnungen, Anmerkungen) | Höchstplatzierung, Gesamtwochen, AuszeichnungChartplatzierungen (Jahr, Titel, Platzierungen, Wochen, Auszeichnungen, Anmerkungen) | Höchstplatzierung, Gesamtwochen, AuszeichnungChartplatzierungen (Jahr, Titel, Platzierungen, Wochen, Auszeichnungen, Anmerkungen) | Höchstplatzierung, Gesamtwochen, AuszeichnungChartplatzierungen (Jahr, Titel, Platzierungen, Wochen, Auszeichnungen, Anmerkungen) | Höchstplatzierung, Gesamtwochen, AuszeichnungChartplatzierungen (Jahr, Titel, Platzierungen, Wochen, Auszeichnungen, Anmerkungen) | Anmerkungen                              |
| Jahr | Titel                                           | DE | AT | CH | UK | US | Anmerkungen                              |
| ---- | ----------------------------------------------- | --- | --- | --- | --- | --- | ---------------------------------------- |
| 1984 | W.A.S.P.                                        | — | — | — | UK51 (2 Wo.)UK | US74 Gold · (31 Wo.)US | Erstveröffentlichung: 17. August 1984    |
| 1985 | The Last Command                                | DE63 (3 Wo.)DE | — | — | UK48 (1 Wo.)UK | US49 Gold · (23 Wo.)US | Erstveröffentlichung: 9. November 1985   |
| 1986 | Inside the Electric Circus                      | — | — | — | UK53 (3 Wo.)UK | US60 (19 Wo.)US | Erstveröffentlichung: Oktober 1986       |
| 1989 | The Headless Children                           | DE22 (8 Wo.)DE | AT19 (2 Wo.)AT | CH19 (2 Wo.)CH | UK8 Silber · (10 Wo.)UK | US48 (13 Wo.)US | Erstveröffentlichung: April 1989         |
| 1992 | The Crimson Idol                                | DE35 (13 Wo.)DE | AT30 (5 Wo.)AT | CH24 (7 Wo.)CH | UK21 (2 Wo.)UK | — | Erstveröffentlichung: Juni 1992          |
| 1995 | Still Not Black Enough                          | — | — | — | UK52 (2 Wo.)UK | — | Erstveröffentlichung: Juni 1995          |
| 1997 | Kill.Fuck.Die.                                  | — | — | — | UK94 (1 Wo.)UK | — | Erstveröffentlichung: April 1997         |
| 1999 | Helldorado                                      | DE59 (1 Wo.)DE | — | — | — | — | Erstveröffentlichung: 18. Mai 1999       |
| 2001 | Unholy Terror                                   | DE88 (1 Wo.)DE | — | — | — | — | Erstveröffentlichung: 3. April 2001      |
| 2002 | Dying for the World                             | DE72 (1 Wo.)DE | — | — | — | — | Erstveröffentlichung: 11. Juni 2002      |
| 2004 | The Neon God: Part 1 – The Rise                 | DE87 (1 Wo.)DE | — | — | — | — | Erstveröffentlichung: 6. April 2004      |
| 2004 | The Neon God: Part 2 – The Demise               | — | — | — | — | — | Erstveröffentlichung: 28. September 2004 |
| 2007 | Dominator                                       | DE72 (1 Wo.)DE | — | — | — | — | Erstveröffentlichung: 16. April 2007     |
| 2009 | Babylon                                         | DE61 (1 Wo.)DE | — | CH54 (1 Wo.)CH | — | — | Erstveröffentlichung: 13. Oktober 2009   |
| 2015 | Golgotha                                        | DE18 (3 Wo.)DE | AT33 (1 Wo.)AT | CH36 (4 Wo.)CH | UK50 (1 Wo.)UK | US93 (1 Wo.)US | Erstveröffentlichung: 9. Oktober 2015    |
| 2018 | Reidolized (The Soundtrack to The Crimson Idol) | DE17 (1 Wo.)DE | AT26 (1 Wo.)AT | CH31 (1 Wo.)CH | — | — | Erstveröffentlichung: 2. Februar 2018    |

### Livealben und Kompilationen
| Jahr | Titel                 | Höchstplatzierung, Gesamtwochen, AuszeichnungChartplatzierungen (Jahr, Titel, Platzierungen, Wochen, Auszeichnungen, Anmerkungen) | Höchstplatzierung, Gesamtwochen, AuszeichnungChartplatzierungen (Jahr, Titel, Platzierungen, Wochen, Auszeichnungen, Anmerkungen) | Höchstplatzierung, Gesamtwochen, AuszeichnungChartplatzierungen (Jahr, Titel, Platzierungen, Wochen, Auszeichnungen, Anmerkungen) | Höchstplatzierung, Gesamtwochen, AuszeichnungChartplatzierungen (Jahr, Titel, Platzierungen, Wochen, Auszeichnungen, Anmerkungen) | Höchstplatzierung, Gesamtwochen, AuszeichnungChartplatzierungen (Jahr, Titel, Platzierungen, Wochen, Auszeichnungen, Anmerkungen) | Anmerkungen                          |
| Jahr | Titel                 | DE | AT | CH | UK | US | Anmerkungen                          |
| ---- | --------------------- | --- | --- | --- | --- | --- | ------------------------------------ |
| 1987 | Live…In the Raw       | DE61 (1 Wo.)DE | — | — | UK23 (4 Wo.)UK | US77 (14 Wo.)US | Erstveröffentlichung: September 1987 |
| 1993 | First Blood Last Cuts | — | — | — | UK69 (1 Wo.)UK | — | Erstveröffentlichung: Oktober 1993   |

### Videoalben
- 1984: Live at the Lyceum, London (VHS)
- 1987: Videos … in the RAW (VHS)
- 1993: First Blood … Last Visions (VHS)
- 2000: The Sting (DVD)

### Tribute-Alben
- 2001: Show No Mercy – Tribute to WASP
- 2006: Shock Rock Hellions – A Tribute to W.A.S.P.
- 2010: W.A.S.P. Tribute – The Crimson Covers

### Weitere Veröffentlichungen
- 1998: Double Live Assassins
- 2000: The Best of the Best Vol.1
- 2000: The Sting: Live at the Key Club L.A.
- 2004: The Neon God – Part 2: The Demise
- 2007: The Best of the Best

### Singles
| Jahr | Titel Album                                            | Höchstplatzierung, Gesamtwochen, AuszeichnungChartsChartplatzierungen (Jahr, Titel, Album, Platzierungen, Wochen, Auszeichnungen, Anmerkungen) | Anmerkungen                          |
| Jahr | Titel Album                                            | UK | Anmerkungen                          |
| ---- | ------------------------------------------------------ | --- | ------------------------------------ |
| 1984 | Animal (Fuck Like a Beast) –                           | UK61 (8 Wo.)UK | Erstveröffentlichung: Mai 1984       |
| 1984 | I Wanna Be Somebody W.A.S.P.                           | UK77 (2 Wo.)UK | Erstveröffentlichung: August 1984    |
| 1984 | School Daze W.A.S.P.                                   | UK81 (2 Wo.)UK | Erstveröffentlichung: November 1984  |
| 1985 | Blind in Texas The Last Command                        | UK77 (3 Wo.)UK | Erstveröffentlichung: September 1985 |
| 1986 | Wild Child The Last Command                            | UK71 (2 Wo.)UK | Erstveröffentlichung: Mai 1986       |
| 1986 | 9.5.-N.A.S.T.Y. Inside the Electric Circus             | UK70 (3 Wo.)UK | Erstveröffentlichung: September 1986 |
| 1987 | Scream Until You Like It Live…In the Raw               | UK32 (5 Wo.)UK | Erstveröffentlichung: August 1987    |
| 1987 | I Don’t Need No Doctor Live…In the Raw                 | UK31 (5 Wo.)UK | Erstveröffentlichung: Oktober 1987   |
| 1989 | Mean Man The Headless Children                         | UK21 (5 Wo.)UK | Erstveröffentlichung: Februar 1989   |
| 1989 | The Real Me The Headless Children                      | UK23 (5 Wo.)UK | Erstveröffentlichung: Mai 1989       |
| 1989 | Forever Free The Headless Children                     | UK25 (5 Wo.)UK | Erstveröffentlichung: August 1989    |
| 1992 | Chainsaw Charlie The Crimson Idol                      | UK17 (2 Wo.)UK | Erstveröffentlichung: März 1992      |
| 1992 | The Idol The Crimson Idol                              | UK41 (2 Wo.)UK | Erstveröffentlichung: Mai 1992       |
| 1992 | I Am One The Crimson Idol                              | UK56 (1 Wo.)UK | Erstveröffentlichung: Oktober 1992   |
| 1993 | Sunset and Babylon First Blood Last Cuts               | UK38 (2 Wo.)UK | Erstveröffentlichung: Oktober 1993   |
| 1995 | Black Forever / Goodbye America Still Not Black Enough | UK88 (1 Wo.)UK | Erstveröffentlichung: Juni 1995      |

## Auszeichnungen für Musikverkäufe
| Silberne Schallplatte - Europa (Impala) - 2008: für das Album Dominator Goldene Schallplatte - Finnland - 1986: für das Album W.A.S.P. - 1986: für das Album The Last Command |

Anmerkung: Auszeichnungen in Ländern aus den Charttabellen bzw. Chartboxen sind in ebendiesen zu finden.
| Land/RegionAuszeichnungen für Musikverkäufe (Land/Region, Auszeichnungen, Verkäufe, Quellen) | Silber     | Gold     | Platin | Verkäufe  | Quellen         |
| -------------------------------------------------------------------------------------------- | ---------- | -------- | ------ | --------- | --------------- |
| Europa (Impala)                                                                              | Silber1    | —        | —      | (30.000)  | impalamusic.org |
| Finnland (IFPI)                                                                              | —          | 2× Gold2 | —      | 40.000    | ifpi.fi         |
| Vereinigte Staaten (RIAA)                                                                    | —          | 2× Gold2 | —      | 1.000.000 | riaa.com        |
| Vereinigtes Königreich (BPI)                                                                 | Silber1    | —        | —      | 60.000    | bpi.co.uk       |
| Insgesamt                                                                                    | 2× Silber2 | 4× Gold4 | —      |           |                 |